# لوحة ساحة المعركة
قد تكون لوحة ساحة المعركة (المعروفة أيضًا باسم لوحة النسور أو لوحة الزرافات أو لوحة الأسد) أول تمثيل لمشهد المعركة لعشرات أو أكثر من لوحات التجميل الاحتفالية أو الزينة لمصر القديمة. إلى جانب اللوحات الأخرى في هذه السلسلة من اللوحات، بما في ذلك لوحة نارمر، تتضمن بعض التمثيلات الأولى للأشكال، أو الحروف الرسومية، التي أصبحت هيروغليفية مصرية.
من المحتمل أن يعود تاريخ اللوحات في الغالب إلى نقادة الثالثة (حوالي 3300 - 3100 قبل الميلاد)، أي عصر ما قبل الأسرات المتأخر، حوالي 3100 قبل الميلاد. يحتفظ المتحف البريطاني ومتحف أشموليان بالقطعتين الرئيسيتين في لوحة ساحة المعركة.

## أجزاء اللوحة

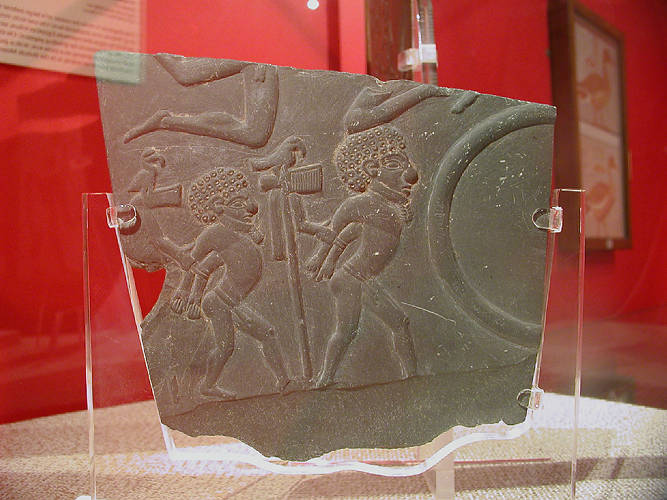
الجزء العلوي من الوجه، متحف أشموليان

يحتوي وجه لوحة ساحة المعركة على منطقة دائرية محددة لخلط مادة تجميلية. يحتوي على مشهد ساحة المعركة، وأسلاف الكتابة الهيروغليفية: السجين، والمعيار الخشبي للمناطق القبلية، وحورس-الصقر وطائر أبو منجل يرتكز على المعايير. قد يكون للنصف السفلي المكسور من السجين الموجود على الوجه الأيمن كتابة هيروغليفية في مقدمته (المستطيل، كما هو مدور للأرض) مع نباتات ورق البردي المشتبه بها مثبتة في الأعلى.

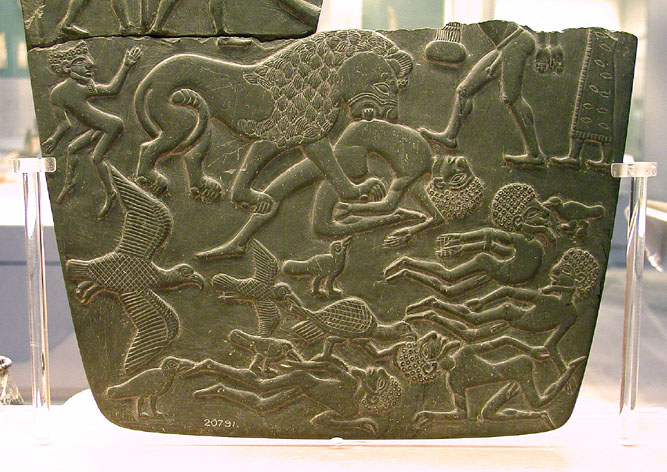
الجزء السفلي من الوجه، المتحف البريطاني

يحتوي الجزء الخلفي من اللوحة على نسخ منمقة بشكل كبير من طائر، وثدييتين شبيهة بالظباء، وجذع نخيل عمودي، وجزء علوي به ثمار، وسعف نخيل أفقي قصير.
يظهر فرد بالرداء متشظيًا خلف سجناء عراة. ربما كان يرتدي ثوبًا طويلًا مصنوعًا من جلد النمر، وربما يكون ممثلًا للملك المصري المنتصر يقف خلف سجين عاري (عارٍ، لكن لغمد قضيب). قد تكون القطعة الموجودة أمام السجين جزءًا من العلامة القديمة لـ «ليبيا»، العدو الأول لملوك مصر ما قبل الأسرات. تتكون الشخصية في عصا الرمي فوق شكل بيضاوي، بمعنى «المنطقة»، «المكان»، «الجزيرة»، اسم موقع لليبيا أو غرب الدلتا يُنطق تحنو كما يظهر على اللوحة الليبية.
يصور السجل السفلي جثث الناس، ربما بعد المعركة، تعذبهم الحيوانات المفترسة. يُظهر السجل العلوي رجلين عاريين ومقيدين، أيديهما مقيدة بفؤوس ويجلس عليها صقر. وبجانبهم يوجد كلمة هيروغليفية بدائية لـ «رجل سجين»

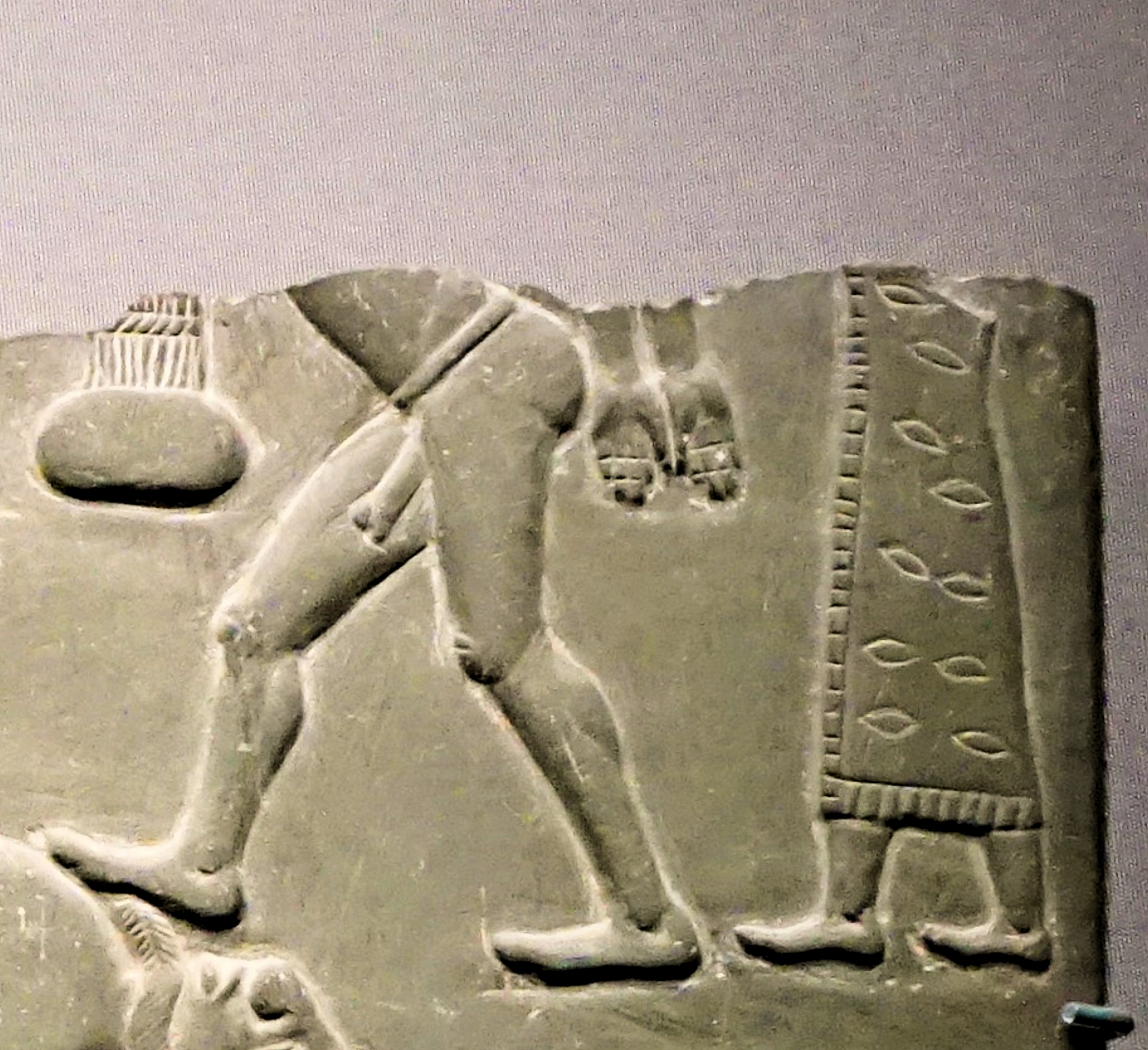
رجل في ثوب منقوش ومهدب خلف سجين عارٍ.
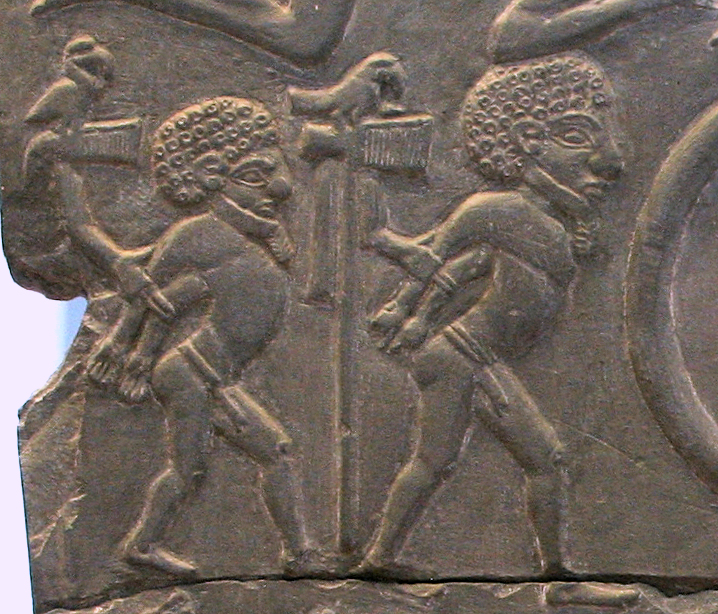
قد يكون السجناء في لوحة ساحة المعركة هم أفراد من ثقافة بوتو معادي الخاضعين للحكام المصريين في نقادة الثالثة.